# Ponte Nuovo
El Ponte Nuovo (también conocido como Ponte Duchessa Isabella y Ponte Adriano Olivetti) es un puente en arco de la ciudad piamontesa de Ivrea en Italia. Realizado sobre el río Dora Baltea, su inauguración tuvo lugar en 1860.

## Historia
Las obras de construcción del puente, proyectado por el ingeniero Guallini e inaugurado en 1860, fueron ejecutadas por la empresa Meazza. Su realización formaba parte de un más vasto proyecto de modernización de la ciudad de Ivrea que hasta entonces había tenido un solo puente, el Ponte Vecchio, de época romana. El nuevo puente se convirtió en el principal de la ciudad, ya que conectaba de manera más rápida el centro histórico con la estación de Ivrea.
El puente fue ampliado sucesivamente con la realización de las dos aceras laterales: la del este en 1917 y la del oeste en los años 1950.
Una deliberación del consejo municipal del 15 de octubre de 1925 dedicó el puente a la duquesa Isabela de Baviera, esposa del príncipe Tomás de Saboya-Génova. El 18 de diciembre de 2010, cincuenta años después de su fallecimiento, el puente recibió el nombre del empresario eporediés Adriano Olivetti.

## Descripción
El puente se encuentra en un sitio donde el lecho del río es particularmente estrecho, poco antes de que se ensanche otra vez, a unos 100 metros río abajo del Ponte Vecchio. Se trata de un puente en arco único.